# Glen o Glenda
Glen o Glenda (en inglés: Glen or Glenda) es una película de 1953, escrita, dirigida y protagonizada por Ed Wood, con la participación de Béla Lugosi y Dolores Fuller, en ese tiempo la novia de Wood. La cinta es un docudrama acerca del travestismo y la transexualidad y es básicamente semi-autobiográfica. El mismo Wood era travestido y la película es una plegaria por la tolerancia. Sin embargo, se ha convertido en una película de culto debido a su bajo presupuesto y su singular estilo.

## Origen
La cirugía de cambio de sexo a la que se sometió Christine Jorgensen en 1952 y que encabezó los titulares estadounidenses, fue la inspiración para que George Weiss, productor de películas de bajo presupuesto de Hollywood, encargara una película que explotara el tema. Ed Wood persuadió a Weiss de que su propio travestismo lo hacía el director perfecto, a pesar de su modesta trayectoria. El trabajo le fue entregado junto con el dinero, pero en lugar del tema que se le había encargado, realizó una película acerca del travestismo. Al terminarla, fue encontrada demasiado corta y además muy diferente de lo que se había pedido, por lo que Wood añadió algunas escenas extras acerca del cambio de sexo. El productor, por su parte, unió dos secuencias softcore sin ninguna relación, una de ellas con un suave bondage cortada con tomas de Wood y Lugosi. La película fue lanzada sólo porque había sido prevendida a bastantes cines antes que estuviera hecha.

## Detrás de cámaras
Wood mismo protagonizó el filme, encarnando a Glen-Glenda, aunque bajo el seudónimo de Daniel Davis. Su pareja de entonces, Dolores Fuller, encarnó el personaje de novia de Glen. También convenció a Bela Lugosi, una estrella cinematográfica, para que apareciese en la película.  
Fuller no conocía previamente la faceta travestista de Wood. En realidad, la naturaleza de la película no se le explicó totalmente, e incluso Wood en raras ocasiones se llegó a vestir con ropa de mujer mientras que ella estaba en los platós. Sólo cuando se vio la película completa se reveló la verdad, y Fuller afirmó sentirse humillada por la experiencia. 
Fue la única película dirigida por Ed Wood que no produjo él mismo[cita requerida].
En el tráiler teatral, incluido en las ediciones de laserdisc y DVD, la escena final de la película, en la que Fuller entrega su jersey de angora, es una toma distinta de la que se emitió originalmente.

## Singularidades
En el best-seller titulado Movie and Video Guide, Leonard Maltin nombró a esta película como "posiblemente la peor película jamás hecha", un dudoso honor antes mantenido por otra cinta de Wood, Plan 9 del espacio exterior.
En los créditos, Béla Lugosi aparece como "el Científico", un personaje cuyo propósito no está claro. Actúa como una especie de narrador, pero no tiene ninguna relevancia narrativa en el argumento; ese trabajo está reservado para el narrador principal, Timothy Farrell. El científico está rodeado por parafernalias típicas de películas de terror, tales como calaveras y tubos de experimentos mientras exhorta al público a "tener cuidado con el gran dragón verde que se sienta en sus umbrales". Una estampida de bisontes está superpuesta sobre la cara del científico sin ninguna razón aparente. También hay varias secuencias largas y surreales de sueños, en que Glen es embrujado por un personaje vestido de demonio. 
Se sostiene que Bela Lugosi aceptó el papel por encontrarse sin trabajo en el momento de la filmación de la película, hecho que Ed Wood aprovechó para tener en el reparto a un actor de renombre (aunque venido a menos) en su film.

## En la cultura popular
- En una novela de Wood titulada Killer in Drag también aparece un personaje travesti llamado "Glen" y cuya personalidad femenina es "Glenda". Es ejecutado en la secuela Death of a Transvestite luego de una lucha por el derecho de ir a la silla eléctrica vestido como Glenda.
- La película Ed Wood de Tim Burton, protagonizada por Johnny Depp, describe el rodaje de la cinta y reconstruye varias escenas
- Glen o Glenda fue reeditada con seis minutos de tomas adicionales en 1982.
- En 1994 se hizo una versión pornográfica llamada Glen & Glenda, que presentaba gran parte del guion de la película original, pero con escenas de sexo explícito.
- Se encuentra en el lugar 50 dentro de la lista de las 50 peores películas jamás hechas.
- La película original de Glen o Glenda ahora se encuentra en dominio público.
- En la película de terror-comedia Seed of Chucky el protagonista se llama Glen pero, al carecer de órganos reproductores, nadie está seguro de su sexo. Él mismo se transforma en Glenda para mostrar su lado más perverso. Al final de la película Jennifer Tilly tiene mellizos, un niño llamado Glen y una niña llamada Glenda.
- La película Jack y Jill tiene ciertas similitudes con esta.
- Fue considerada como la peor película de la historia junto a Plan 9 del espacio exterior de 1959.